# ムスチスラフ・ドブジンスキー

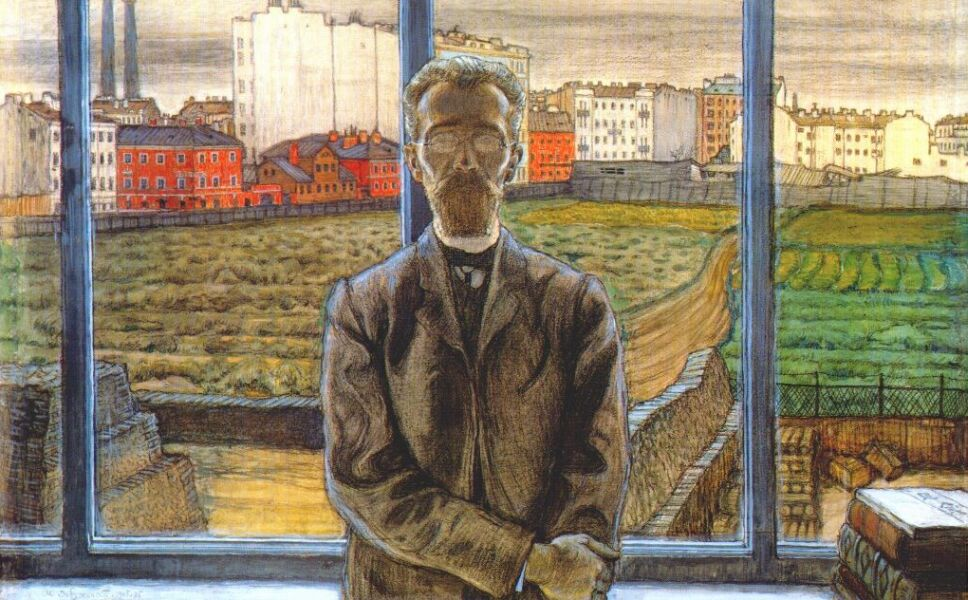
ドブジンスキー（作）『批評家Konstantin Sunnerbergの肖像』(1905)

ムスチスラフ・ドブジンスキー（ロシア語: Мстисла́в Валериа́нович Добужи́нский, ラテン文字転写: Mstislav Walerianowitsch Dobuschinski、1875年8月2日 - 1957年11月20日）はロシアの画家である。ロシアから独立したリトアニアの市民権を1924年に得て、1935年までリトアニアで働いた。

## 略歴
ノヴゴロドで生まれた。リトアニア貴族の子孫で、父親は陸軍軍人で、父親の任地がしばしば変わった。ビリニュスで学校を卒業し、1885年から1887年の間は、サンクトペテルブルクの美術学校で学んだ。サンクトペテルブルク大学で法律を学ぶが、再び画家の道に進み、1899年から1901年の間、ミュンヘンに滞在し、当時、東欧の学生に人気のあった、アントン・アズベ(Anton Ažbe)の画塾などで学んだ。ミュンヘンではアール･ヌーボーの影響を受けた。
ロシアに戻り、1902年に、『芸術世界』（ミール・イスクーストヴァ）の同人の展覧会に出展し、『芸術世界』のメンバーとして活動した。これらのメンバーと同じくドブジンスキーも舞台芸術にも取り組んだ。
第一次世界大戦が始まるとエフゲニー・ランセレとともに前線に出て戦場のスケッチをした。多くの美術学校で教え、1922年には、サンクトペテルブルクの美術学校の教授に任命されたが、1924年にリトアニアの市民権を得てロシアを出た。
リトアニアやフランスの劇場で舞台芸術化として働き、1929年からカウナスで、劇場のために働き、個人の美術学校を作り教えた。1935年にイギリスに移り、1939年からアメリカ合衆国に住んだ。